# Yaros

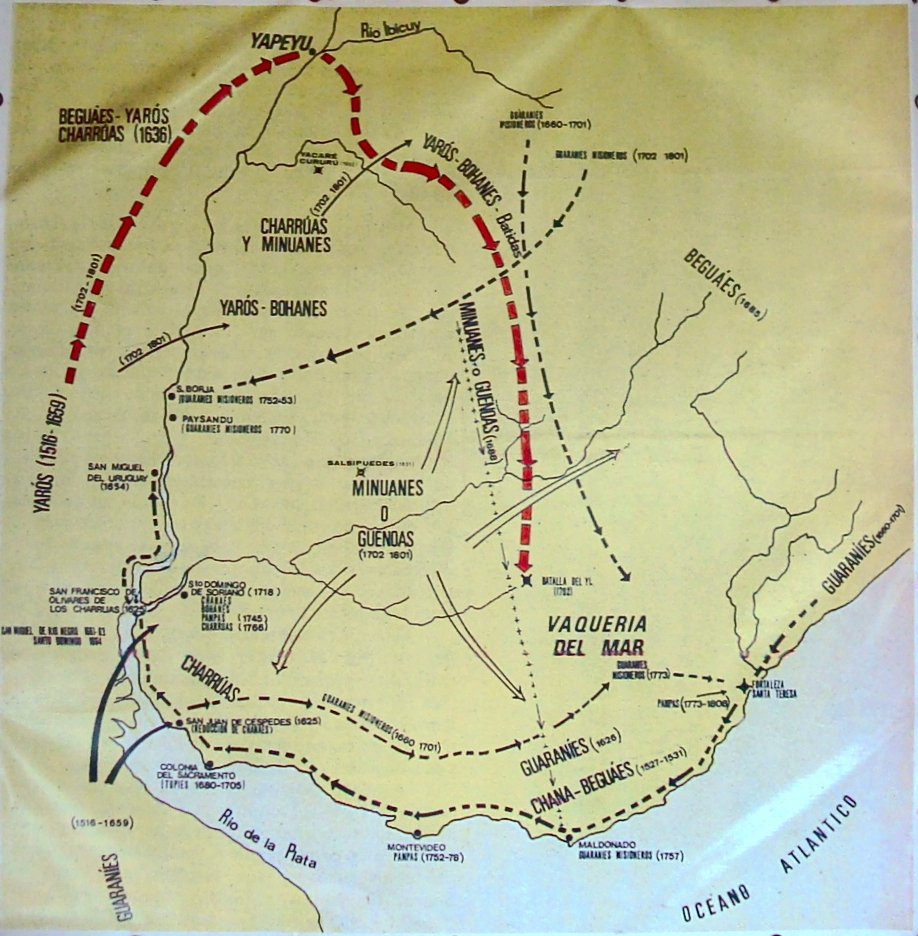
Karte zur Geschichte der indigenen Völker Uruguays

Die Yaros bzw. Yaró waren ein kleiner, zu den indigenen Völkern Südamerikas zählender Stamm, der im Mittelalter das heutige Uruguay unter anderem gemeinsam mit den Charrúas, Guanaes und Chanaes besiedelte.
Das Siedlungsgebiet der Yaros befand sich zu Beginn der Kolonisation durch die Europäer am östlichen Ufer des Río Uruguay zwischen den beiden Flüssen Río Negro und Río San Salvador. Es war dabei nach Osten hin durch die dort lebenden Charrúas sowie nach Norden vom Territorium der hier siedelnden Bohanes und Chanas begrenzt. 
Die Yaros starben im 19. Jahrhundert vollständig aus.